# Lígula (botânica)
Uma lígula (do latim ligula) é uma excrescência na junção entre o limbo e o pecíolo, característica das gramíneas, apesar de nem todas apresentarem esta estrutura. Pode assumir várias formas, mas geralmente é uma membrana translúcida ou uma franja tomentosa.
A forma, comprimento e aspecto da orla da lígula são caracteres consistentes utilizados na diferenciação de géneros e de algumas espécies de plantas. Nas famílias Cyperaceae e Juncaceae as lígulas estão geralmente ausentes ou são fracamente desenvolvidas. Algumas espécies de Selaginellaceae e Asteraceae têm folhas liguladas.